# Làmpada de querosè

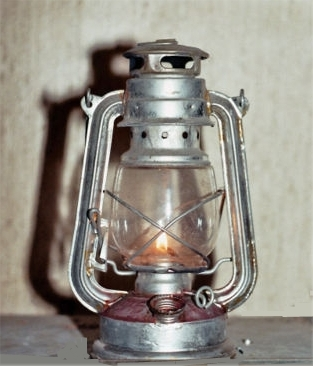
Model portàtil de llum de querosè amb metxa.

Les làmpades de querosè, també conegudes com a llanternes de parafina, són dispositius d'il·luminació a base de combustible líquid, principalment el querosè. Van ser objectes molt útils en temps en què encara no es disposava d'energia elèctrica, especialment en zones rurals. La seva forma és variada i han existit, amb el córrer dels temps, diferents models amb dissenys relacionats amb l'aplicació i el lloc on havien de ser emprats.
Avui en dia no se les considera massa pràctiques, ja que hi ha altres mètodes d'il·luminació més moderns i eficaços per obtenir llum; però encara es fan servir en casos d'emergència per falta de corrent elèctric, o, sobre tot els models pressuritzats, en llocs on no arriba l'electricitat, com en zones rurals, deshabitades o de difícil accés o en exploracions en zones selvàtiques.

## Història
La primera descripció d'una làmpada senzilla que utilitzava petroli cru va ser proporcionada per l'alquimista persa al-Razi (Rhazes) a Bagdad el segle ix, que la va referir com la "nafata" al seu Kitab al-Asrar (Llibre dels secrets). El 1846 Abraham Pineo Gesner va inventar un substitut del petroli de balena per a la il·luminació, destil·lat del carbó. Posteriorment fabricat amb petroli, el querosè es va convertir en un popular combustible per a il·luminació.
El químic suís Aimé Argand va descobrir el principi del quinqué, en què un tub de vidre millora el tir del llum i fa que cremi amb més brillantor i no produeixi fum, a part de protegir la flama del vent. El tir cilíndric interior es va adaptar després per utilitzar-lo en els llums de gas inventats per Philippe Lebon.
L'aparició de les primeres làmpades d'aquest tipus es remunta a l'època en què va començar a usar-se comercialment el petroli (any 1859). Es presumeix que el primer fabricant va ser Ignacy Łukasiewicz, inventor polonès que va adaptar llums que antigament funcionaven a base d'oli de balena que, fins a aquesta època, mitjans del segle xix, era el principal combustible per a llums, material que va ser completament substituït pel querosè, més net, barat i segur que l'anterior.
A la fi del segle xix, gairebé totes les formes d'il·luminació existents van donar pas als llums elèctrics incandescents de manera generalitzada. No obstant això, en algunes zones rurals es continuen emprant, de forma limitada, llums de querosè o de gas incandescent.

## Tipus de làmpades
Per les seves característiques funcionals es coneixen dos tipus de làmpades de querosè, el funcionament difereix de forma bastant significativa. La més comuna s'anomena llum de tela o de metxa (quinqué) mentre que l'altra funciona mitjançant gas de querosè produït sota alta pressió.

### Llum de tela o metxa
El seu funcionament és senzill. Porta una càrrega de querosè d'aproximadament entre 1/2 i 1 litre (segons la grandària del dipòsit adjunt). En aquest dipòsit hi ha submergit l'extrem d'una metxa que es xopa amb el combustible i l'altre extrem surt a l'exterior a través d'una ranura situada a la tapa (generalment amb rosca) que tanca el dipòsit de combustible per la part superior del mateix. Aquesta ranura té una cremallera que s'acciona mitjançant un petita rodeta moletejada per permetre pujar o baixar la metxa i així regular la seva part exposada a l'exterior (és a dir: el segment de metxa que permet la combustió) i per tant, d'aquesta manera, adequar la mida de la flama, i conseqüentment la major o menor quantitat de llum generada, evitant la producció de fum. Atès que la metxa es va desgastant, cal anar pujant-la per mitjà d'aquest sistema perquè es mantingui encesa. Lògicament, al cap d'un temps d'ús la metxa s'acaba cremant totalment, sent necessari reemplaçar-la. A més a més té una coberta de vidre que protegeix la flama del vent alhora que manté la flama ferma i la llum brillant. Per encendre-la, es retira momentàniament aquesta coberta.

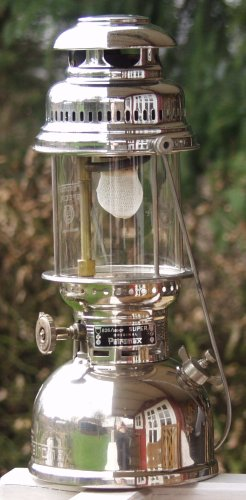
Els llums de gas de querosè posseeixen un sistema d'ignició d'alt rendiment.

### Llum de gas de querosè
En aquest altre tipus, de disseny més modern, el dipòsit de combustible es tanca hermèticament, i té un èmbol amb el qual es bomba aire al seu interior produint una elevada pressió. En obrir la vàlvula de pas, el querosè a alta pressió és forçat a travessar un petit orifici on es descomprimeix i es gasifica. Aquest gas omple una bosseta de tela d'amiant (substituït posteriorment per terres rares), anomenada camisa incandescent o bugia, que el reté parcialment fins que en produir-se la seva ignició, causa la seva incandescència. Amb aquest tipus de làmpades s'aconsegueix una llum intensa i blanca, que ofereix una il·luminació més potent podent abastar zones més àmplies.
Aquesta variant de llum de querosè, molt més eficaç que la de metxa, ha estat desenvolupada copiant i perfeccionant algunes de les característiques del seu model precedent; buscant utilitzar amb major rendiment el potencial de combustió de l'esmentat hidrocarbur, i tractant d'obtenir el màxim potencial lumínic possible. Aquest model encara continua sent utilitzat en zones rurals o en campaments allunyats de les zones urbanes, com és el cas per exemple dels safaris en plena selva africana.

## Precaucions
Per a un ús segur d'aquests artefactes, és important saber regular la pressió que se li aplica al tanc de combustible, i (tenint en compte que aquest tanc posseeix una petita vàlvula a rosca per a descarregar les elevades pressions que puguin generar-se); parant atenció per si cal desallotjar pressió davant el perill que pogués explotar i provocar un seriós accident

## Ús decoratiu
Si bé la il·luminació va ser sempre la finalitat primordial d'aquest tipus de làmpades, s'han fabricat models d'ús exclusivament decoratiu. Solien ser de mida reduïda i baix rendiment, posseint de vegades vidres acolorits per realçar el seu efecte. A part del querosè, algunes d'aquestes làmpades feien servir altres combustibles líquids, com olis o parafines.